# Al-Ain Football Club (Arabia Saudita)
Al-Ain Football Club (en árabe: نادي العين‎) es un equipo de fútbol saudita que juega en Primera División Saudí, segunda división de Arabia Saudita.

## Ascenso a Primera División
Al-Ain consigue el tercer puesto en la temporada 2019-20 de la Primera División jugando 38 partidos, ganando 19 partidos, empatando 15 partidos y perdiendo 4 partidos. Un total de 72 puntos.

## Entrenadores
- Hammoud Al-Sayari (junio de 2017)[2]
- Mohammed Al-Maealij (mayo de 2018-?)[3]
- Michael Skibbe (octubre de 2020-enero de 2021)[4][5]
- Pablo Machín (febrero de 2021-mayo de 2021)
- Faisal Al-Ghamdi (mayo de 2021-act.)